# 帕特·道布森
小派翠克·愛德華·道布森（英語：Patrick Edward Dobson Jr.，1942年2月12日—2006年11月22日），為美國職棒大聯盟的投手。生涯曾效力過老虎、教士、金鶯、勇士、洋基與印地安人等隊。1971年，金鶯隊寫下四名投手單季拿下20勝的空前紀錄，道布森便是其中之一。

## 職業生涯
道布森在1959年加入老虎隊，並在小聯盟打拚了7年。1967年，他在3A開季拿下4勝1敗，防禦率1.47後，於5月31日完成大聯盟初登板。當時他在老虎隊多以後援投手和代班先發身分出賽，1968年世界大賽，他在系列賽投了4.2局，成功拿下生涯首冠。1969年球季結束後，米奇·羅里奇、丹尼·麥克連、Earl Wilson和Joe Sparma已撐起老虎隊的先發輪值。最後老虎將道布森和Dave Campbell交易到教士，換來Joe Niekro。1970年，他在教士隊拿下14勝15敗，防禦率3.76。1970年12月1日，教士將他和Tom Dukes交易到金鶯，換來Enzo Hernández、Tom Phoebus、Fred Beene和Al Severinsen。
1971年，道布森投出生涯年。他在季中拿下12連勝，還寫下連23局無失分的記錄。9月24日，他以9局完封拿下單季20勝。最後他整年拿下20勝8敗，防禦率2.90。那年金鶯隊的「四巨投」Dave McNally、Mike Cuellar、吉姆·帕爾默和道布森都拿下20勝，金鶯隊也拿下101勝。1971年11月2日，大聯盟和日職進行交流賽。道布森也對讀賣巨人投出無安打，成為美日交流賽史上首場無安打比賽。1972年，道布森首次入選明星賽。雖然防禦率只有2.65，但他拿下16勝18敗，和洋基隊的梅爾·史陶德邁爾並列聯盟敗投王。
1973年，金鶯需要一名強打捕手，因此他們在12月1日將道布森、Davey Johnson、Johnny Oates和Roric Harrison交易到勇士，換來Earl Williams和Taylor Duncan。到了勇士隊後，道布森只拿下3勝7敗，因此他在季中被交易到洋基隊。之後他在洋基拿下9勝8敗，隔年上半季他僅拿下6勝11敗，但他在下半季找回手感。整年他拿下19勝15敗，成為1974年洋基表現最好的投手。1975年，道布森表現下滑，僅拿下11勝14敗。1976年，道布森加入印地安人，並拿下16勝12敗。然而他在1977年卻只拿下3勝12敗，防禦率6.16。最後他在1978年春訓遭到釋出，並結束他的大聯盟生涯。

## 晚年
退休後，道布森接連在釀酒人、教士、皇家與金鶯等隊擔任投手教練。他還曾在中學棒球隊擔任總教練。1997年，他加入了巨人隊體系，成為球隊的高階球探和總經理助理。
2006年，他被檢測出罹患白血病，並在檢測隔日去世，享年64歲。

## 生涯投球數據
| 勝投 | 敗投 | 防禦率 | 出賽場次 | 先發 | 完投 | 完封 | 投球局數 | 安打 | 失分 | 自責分 | 全壘打 | 保送 | 三振 | 暴投 | 觸身球 |
| ---- | ---- | ------ | -------- | ---- | ---- | ---- | -------- | ---- | ---- | ------ | ------ | ---- | ---- | ---- | ------ |
| 122  | 129  | 3.54   | 414      | 279  | 74   | 14   | 2120.1   | 2043 | 939  | 833    | 197    | 665  | 1301 | 51   | 26     |

## 外部連結
- 球員資訊和成績在MLB ，ESPN ，Retrosheet ，Baseball Reference ，Fangraphs ，The Baseball Cube （英文）